# Cadillacs e dinosauri
Cadillacs e dinosauri (Cadillacs and Dinosaurs) è una serie televisiva a cartoni animati prodotta da Nelvana e basata sul fumetto del 1987 Xenozoic Tales di Mark Schultz.
Nel 1993 la Capcom pubblicò il videogioco arcade Cadillacs and Dinosaurs ispirato proprio alla serie TV.

## Trama
La serie segue le avventure di un ranger e meccanico di nome Jack Tenrec (che ha la passione di restaurare vecchie auto, molte delle quali Cadillac, riadattandole a moderne forme di trasporto) e la sua spesso riluttante compagna, l'ambasciatrice straniera Hannah Dundee.
Ella assume Jack come accompagnatore mentre sta tentando di creare un canale di comunicazione tra la sua terra e la civiltà moderna. Entrambi saranno posti a confronto con un ambiente futuristico dove l'umanità ha dovuto abituarsi a vivere dopo che la natura è finita fuori controllo, causando la rovina delle città e il ritorno dei dinosauri sull'intero pianeta.
Jack e la sua squadra di combattenti ecologisti conosciuto come "meccanici" si ritroveranno a dover fare i conti con molti nemici, includenti il concilio dei governatori, la tirannica Wilhelmina Scharnhorst e i suoi nefasti scagnozzi. In loro aiuto interverrà un ragazzo umano selvatico, allevato da una specie di uomini dinosauro evoluti. Egli si affezionerà molto ad Hannah.
Ad aiutare Jack è anche Hermes, un giovane Allosaurus che Jack ha soccorso. Gentilissimo con Jack e Hannah, egli affronta con incredibile rabbia qualunque possibile nemico.
La serie affronta spesso argomenti estremamente ecologisti e politici, che sono in effetti il tema centrale dello sviluppo della storia. Una delle questioni principali sarà nel merito di come i dinosauri siano riusciti a ritornare alla vita dopo essere stati creduti estinti.

## Episodi
| nº | Titolo italiano            | Titolo inglese             | Prima TV USA      | Prima TV Italia   |
| -- | -------------------------- | -------------------------- | ----------------- | ----------------- |
| 1  | Il dinosauro impazzito     | Rogue                      | 18 settembre 1993 | 7 agosto 1995     |
| 2  | Un insolito gregge         | Dino Drive                 | 25 settembre 1993 |                   |
| 3  | Raggio mortale             | Death Ray                  | 2 ottobre 1993    |                   |
| 4  | L'infiltrata               | Siege                      | 9 ottobre 1993    |                   |
| 5  | Il ragazzo selvaggio       | Wild Child                 | 23 ottobre 1993   | 14 agosto 1995    |
| 6  | Il laboratorio sotterraneo | Mind Over Matter           | 6 novembre 1993   | 15 agosto 1995    |
| 7  | L'antidoto                 | Survival                   | 20 novembre 1993  | 18 agosto 1995    |
| 8  | Il mostro marino           | It Only Comes out at Night | 27 novembre 1993  | 21 agosto 1995    |
| 9  | Ricordo dal passato        | Remembrance                | 11 dicembre 1993  | 23 agosto 1995    |
| 10 | L'inseguimento             | Pursuit                    | 18 dicembre 1993  | 25 agosto 1995    |
| 11 | L'allarme                  | Departure                  | 14 gennaio 1994   | 28 agosto 1995    |
| 12 | Duello                     | Duel                       | 21 gennaio 1994   | 1º settembre 1995 |
| 13 | L'incendio                 | Wildfire                   | 28 gennaio 1994   | 30 agosto 1995    |

## Doppiaggio
| Nome del personaggio   | Doppiatore originale | Doppiatore italiano  |
| ---------------------- | -------------------- | -------------------- |
| Jack Tenrac            | David Keeley         | Massimiliano Lotti   |
| Anna Dundee            | Susan Roman          | Patrizia Scianca     |
| Hammer                 | Ted Dillon           | Claudio Parachinetto |
| Wilhelmina Scharnhorst | Dawn Greenhalgh      | Rosalba Bongiovanni  |
| Noe                    | Don Dickinson        | ?                    |
| Kirgo                  | David Fox            | ?                    |
| Girth/Hobbs            | Don Francks          | ?                    |
| Dahlgren               | Kristina Nicoll      | ?                    |
| Mustapha               | Bruce Tubbe          | ?                    |